# Літл-Баффало
Літл-Баффало (англ. Little Buffalo) — індіанське поселення в Канаді, у провінції Альберта, у складі муніципального району Нортерн-Санрайз.

## Населення
За даними перепису 2016 року, індіанське поселення нараховувало 452 особи, показавши зростання на 16,8%, порівняно з 2011-м роком. Середня густина населення становила 34,1 осіб/км².
З офіційних мов обидвома одночасно володіли 5 жителів, тільки англійською — 450. Усього 150 осіб вважали рідною мовою не одну з офіційних, з них усі — одну з корінних мов.
Працездатне населення становило 30,4% усього населення, рівень безробіття — 11,8% (25% серед чоловіків та 22,2% серед жінок). 94,1% осіб були найманими працівниками, а 0% — самозайнятими.
Середній дохід на особу становив $24 529 (медіана $15 776), при цьому для чоловіків — $21 983, а для жінок $26 906 (медіани — $13 056 та $19 008 відповідно).
8,9% мешканців мали закінчену шкільну освіту, не мали закінченої шкільної освіти — 69,6%, 21,4% мали післяшкільну освіту, з яких 16,7% мали диплом бакалавра, або вищий.
| Статево-вікова структура населення | Статево-вікова структура населення | Статево-вікова структура населення | Статево-вікова структура населення | Статево-вікова структура населення |
| ---------------------------------- | ---------------------------------- | ---------------------------------- | ---------------------------------- | ---------------------------------- |
|                                    |                                    |                                    |                                    |                                    |
| Всього                             | Всього                             | 50,0%                              |                                    |                                    |
| 0 — 14 років                       | 0 — 14 років                       |                                    | 37,8%                              | 37,8%                              |
| 15 — 64 років                      | 15 — 64 років                      |                                    | 58,9%                              | 58,9%                              |
| 65 і більше                        | 65 і більше                        |                                    | 3,3%                               | 3,3%                               |
| Середній вік (років)               | Середній вік (років)               | 23,226,6                           | 24,9                               | 24,9                               |
| Медіана (років)                    | Медіана (років)                    | 19,722,9                           | 21,0                               | 21,0                               |
| — чоловіки — жінки                 |                                    |                                    |                                    |                                    |

| Походження мешканців:     | Походження мешканців:     | Походження мешканців: | Походження мешканців: | Походження мешканців: |
| ------------------------- | ------------------------- | --------------------- | --------------------- | --------------------- |
| Походження                |                           |                       | осіб                  | %                     |
| Корінні американці        | Корінні американці        |                       | 440                   | 96.7%                 |
| Інше північноамериканське | Інше північноамериканське |                       | 0                     | 0%                    |
| Європейське               | Європейське               |                       | 30                    | 6.59%                 |
| британське                | британське                |                       | 20                    | 4.4%                  |
| французьке                | французьке                |                       | 10                    | 2.2%                  |

| Зайнятість населення за галузями (за класифікацією NOC): | Зайнятість населення за галузями (за класифікацією NOC): | Зайнятість населення за галузями (за класифікацією NOC): | Зайнятість населення за галузями (за класифікацією NOC): | Зайнятість населення за галузями (за класифікацією NOC): |
| -------------------------------------------------------- | -------------------------------------------------------- | -------------------------------------------------------- | -------------------------------------------------------- | -------------------------------------------------------- |
|                                                          |                                                          |                                                          |                                                          |                                                          |
| Управління                                               | Управління                                               |                                                          | 12,5%                                                    | 12,5%                                                    |
| Бізнес, фінанси та адміністрування                       | Бізнес, фінанси та адміністрування                       |                                                          | 12,5%                                                    | 12,5%                                                    |
| Освіта, правозахист, муніципальні та урядові служби      | Освіта, правозахист, муніципальні та урядові служби      |                                                          | 37,5%                                                    | 37,5%                                                    |
| Роздрібна торгівля та послуги                            | Роздрібна торгівля та послуги                            |                                                          | 18,8%                                                    | 18,8%                                                    |
| Гуртова торгівля, транспорт та обладнання                | Гуртова торгівля, транспорт та обладнання                |                                                          | 12,5%                                                    | 12,5%                                                    |
| Природні ресурси, сільське господарство                  | Природні ресурси, сільське господарство                  |                                                          | 12,5%                                                    | 12,5%                                                    |
| Виробництво                                              | Виробництво                                              |                                                          | 12,5%                                                    | 12,5%                                                    |

## Клімат
Середня річна температура становить 1°C, середня максимальна – 21,2°C, а середня мінімальна – -23,1°C. Середня річна кількість опадів – 433 мм.
| Клімат поселення                              | Клімат поселення | Клімат поселення | Клімат поселення | Клімат поселення | Клімат поселення | Клімат поселення | Клімат поселення | Клімат поселення | Клімат поселення | Клімат поселення | Клімат поселення | Клімат поселення | Клімат поселення |
| Показник                                      | Січ.             | Лют.             | Бер.             | Квіт.            | Трав.            | Черв.            | Лип.             | Серп.            | Вер.             | Жовт.            | Лист.            | Груд.            |                  |
| Середній максимум, °C                         | −10,22           | −5,18            | 0,34             | 9,29             | 15,64            | 20,04            | 21,24            | 19,96            | 14,74            | 8,82             | −1,85            | −8,8             |                  |
| Середня температура, °C                       | −16,66           | −11,62           | −6,1             | 2,85             | 9,20             | 13,62            | 15,66            | 14,40            | 9,16             | 3,25             | −7,43            | −14,36           |                  |
| Середній мінімум, °C                          | −23,1            | −18,06           | −12,53           | −3,58            | 2,78             | 7,16             | 10,12            | 8,84             | 3,61             | −2,33            | −12,99           | −19,93           |                  |
| Норма опадів, мм                              | 27               | 20               | 18               | 19               | 38               | 71               | 72               | 53               | 41               | 26               | 25               | 23               |                  |
| Середньомісячна швидкість вітру, м/с          | 3.40             | 3.40             | 3.50             | 3.60             | 3.60             | 3.40             | 2.90             | 3.00             | 3.40             | 3.74             | 3.40             | 3.40             |                  |
| Середньомісячна сонячна радіація, кДж/м²·день | 2501             | 5646             | 11164            | 16819            | 20262            | 21732            | 21226            | 17271            | 11270            | 6101             | 2834             | 1743             |                  |
| --------------------------------------------- | ---------------- | ---------------- | ---------------- | ---------------- | ---------------- | ---------------- | ---------------- | ---------------- | ---------------- | ---------------- | ---------------- | ---------------- | ---------------- |
| Джерело:                                      |                  |                  |                  |                  |                  |                  |                  |                  |                  |                  |                  |                  |                  |